# Calophya nigripennis
Calophya nigripennis är en insektsart som beskrevs av Riley 1884. Calophya nigripennis ingår i släktet Calophya och familjen Calophyidae. Inga underarter finns listade i Catalogue of Life.